# Stacey King
Ronald Stacey King, född 29 januari 1967 i Lawton i Oklahoma, är en amerikansk före detta professionell basketspelare (C/PF) som tillbringade åtta säsonger (1989–1997) i den nordamerikanska basketligan National Basketball Association (NBA), där han spelade för Chicago Bulls, Minnesota Timberwolves, Miami Heat, Boston Celtics och Dallas Mavericks. Under sin karriär gjorde han 2 819 poäng (6,4 poäng per match), 387 assists och 1 460 rebounds, räddningar från att bollen ska hamna i nätkorgen, på 438 grundspelsmatcher. Han ingick några år i Chicago Bulls dynastilag som dominerade NBA mellan 1990 och 1998, där han var med om att vinna de tre första av deras sex NBA-mästerskap som de bärgade under den tidsperioden. Han spelade även för Grand Rapids Hoops, Sioux Falls Skyforce, Antalya Büyükşehir Belediyesi och Atenas de Córdoba.
King draftades i första rundan i 1989 års draft av Chicago Bulls som sjätte spelare totalt.
Han är för närvarande expertkommentator under Chicago Bulls tv-sända matcher.